# Advent Rising
Advent Rising è un videogioco d'azione, sviluppato da Glyphx Games e pubblicato da Majesco Entertainment per Microsoft Windows il 9 agosto 2005, e per Xbox il 31 maggio 2005 in Nord America e il 30 giugno 2005 in Europa. Le dinamiche del gioco rispecchiano quelle degli sparatutto in terza persona, mentre la grafica si avvale del motore Unreal Engine 2.

## Trama
A inizio gioco vediamo Gideon Wyeth, il protagonista, guidare un gruppo di ambasciatori umani a un incontro con una razza aliena chiamata Aurelian. Durante l'incontro gli Aurelian avvisano gli umani dell'incombente pericolo rappresentato dai Seeker, una razza aliena il cui obiettivo è quello di estinguere la razza umana. Poco dopo i Seeker attaccano la stazione spaziale dove sta avvenendo l'incontro, ma Gideon riesce a scappare e ad atterrare sul pianeta Edumea grazie a una capsula di evasione. 
Su Edumea Gideon soccorre i soldati nella loro battaglia contro i Seeker, ma scopre subito dopo che il pianeta verrà distrutto da una pioggia di meteoriti. Il pianeta viene evacuato e Gideon viene messo dagli Aurelian alla guida della loro nave. Successivamente Gideon scopre che gli umani posseggono una sorta di poteri mistici mai utilizzati, e decide di iniziare un addestramento con gli Aurelian per padroneggiarli. 
Successivamente, a causa di un attacco dei Seeker, Gideon e alcuni Aurelian arrivano sul pianeta natale di questi ultimi che nel frattempo sta subendo un'invasione da parte dei Seeker. Dopo aver liberato il pianeta, Gideon e gli Aurelian si recano presso il concilio galattico in cerca di un aiuto contro i Seeker. 
Quando il concilio chiama i Seeker per chiedere spiegazioni, si materializza un essere, un Koroem, che si definisce un vero umano e un dio. Questo essere attribuisce a sé la responsabilità degli atti commessi dai Seeker, rivelando di aver ordinato l'estinzione della razza umana poiché questa stava cercando di imitarlo. 
Poco dopo inizia una battaglia contro il Koroem, a cui Gideon pone fine utilizzando i suoi poteri. Gideon apre un portale da cui viene risucchiato; successivamente si risveglia su un pianeta ghiacciato dove incontra una creatura che lo invita a seguirlo poiché resta ancora molto da fare.

## Modalità di gioco
Durante il gioco è possibile intraprendere combattimenti corpo a corpo, utilizzare armi da fuoco o i poteri che verranno sbloccati nel corso del gioco. Il giocatore ha la possibilità di impugnare due armi per volta; è possibile anche potenziarle per aumentarne gli effetti. Sono presenti entrambe le meccaniche della prima e della terza persona e inoltre è presente la possibilità di utilizzare veicoli in determinati livelli.
La trama del gioco si suddivide in 6 capitoli, esclusi prologo ed epilogo.

## Sviluppo e pubblicazione
La trama del gioco è stata scritta da Orson Scott Card e Cameron Dayton, le musiche invece sono state realizzate da Tommy Tallarico. Il gioco è stato sviluppato da Glyphx Games e pubblicato da Majesco Entertainment. Advent Rising doveva essere il primo capitolo di una trilogia; dopo la sua pubblicazione Majesco però decise di non appoggiare Glyphx nello sviluppo e nella pubblicazione degli altri due capitoli.

## Fumetto
Nel 2004 la DC Comics produsse un fumetto di nome Advent Rising con l'intento di pubblicizzare l'uscita del gioco.

## "Race to Save Humanity"
Nell'aprile del 2005 Majesco annunciò una competizione per Advent Rising chiamata "Race to Save Humanity". L'idea originale era quella di lanciare una competizione della durata di sei settimane con in palio premi in denaro che sarebbero stati riscossi settimanalmente. I premi non furono mai assegnati e nell'agosto del 2005 Majesco annunciò sui propri forum la cancellazione della competizione. La decisione fu presa da Majesco e Xbox Live in quanto non ritennero sicure le modalità con cui la competizione si stava svolgendo.